# Диэтилпирокарбонат
Диэтилпирокарбонат (DEPC) — химическое соединение. Является ингибитором рибонуклеаз, благодаря чему используется в препаративной биохимии. С его помощью обрабатывают инструменты и материалы, используемые для выделения рибонуклеиновой кислоты.
Обработка воды с помощью диэтилпирокарбоната происходит следующим образом. Раствор реагента 0,1 % об. выдерживается не менее часа при 37 °C, после чего автоклавируется не менее 15 минут для дезактивации следов DEPC. При этом DEPC гидролизуется с  образованием этанола и CO2.

## Использование
До 1973 года диэтилдикарбонат использовался в качестве пищевой добавки с номером Е243 при производстве напитков для холодной пастеризации фруктовых соков, вина и пива (холодная стерилизация). Позднее выяснилось, что дэтилдикарбонат может образовывать этилуретан в водном кислом растворе и в присутствии ионов аммония (NH4+). По этой причине добавление диэтилдикарбоната в напитки было запрещено в 1973 году.

Несмотря на это, Объединённый экспертный комитет ФАО/ВОЗ по пищевым добавкам (JECFA) в 1990 году одобрил диэтилпирокарбонат для лекарственных средств, количество используемого вещества не должно превышать 250 мг/л (по стандарту GMP), безопасная дозировка — 2 мг/кг массы тела человека. 